# Marian Figiel
Marian Ireneusz Figiel (ur. 20 listopada 1940 w Mieleszynie) – polski polityk, poseł na Sejm PRL IX kadencji.

## Życiorys
Skończył liceum mechaniczne i został frezerem, początkowo w Fabryce Maszyn Budowlanych we Wrocławiu, później w „Metalodlewie” w Pułtusku, a od 1968 w Fabryce Sprzętu Oświetleniowego i Urządzeń Technologicznych „Polam” w Pułtusku. W latach 1973–1978 był przewodniczącym Rady Zakładowej Związku Zawodowego Metalowców. Do Polskiej Zjednoczonej Partii Robotniczej wstąpił w 1973. Członek egzekutywy podstawowej organizacji partyjnej. Działacz Patriotycznego Ruchu Odrodzenia Narodowego. Od 1985 do 1989 pełnił mandat posła na Sejm PRL IX kadencji z okręgu Ciechanów, zasiadając w Komisji Rynku Wewnętrznego i Usług.

## Odznaczenia
- Srebrny Krzyż Zasługi
- Medal 40-lecia Polski Ludowej
- Brązowy Medal „Za Zasługi dla Ligi Obrony Kraju”
- Srebrne Odznaczenie im. Janka Krasickiego
- Złota Honorowa Odznaka Ruchu Przyjaciół Harcerstwa
- Srebrna Honorowa Odznaka Ruchu Przyjaciół Harcerstwa
- Złota Odznaka „Za zasługi dla województwa warszawskiego”
- Złota Odznaka „Za zasługi dla rozwoju przemysłu maszynowego”